# Lijst van oorlogsmonumenten in Bronckhorst
De Nederlandse gemeente Bronckhorst heeft 9 oorlogsmonumenten. Hieronder een overzicht.
| Nr.  | Object                                       | Herdachte groep                            | Ontwerper            | Onthulling       | Type            | Locatie                                    | Plaats      | Coördinaten                  | Foto                                         |
| ---- | -------------------------------------------- | ------------------------------------------ | -------------------- | ---------------- | --------------- | ------------------------------------------ | ----------- | ---------------------------- | -------------------------------------------- |
| 717  | Oorlogsmonument                              | vervolgden Nederland, burgerslachtoffers   | Pieter Starreveld    | 1948             | zuil            | Monumentenweg, 6997 AG                     | Hoog-Keppel | 52° 0' 10" NB, 6° 12' 23" OL | Oorlogsmonument                              |
| 806  | Herdenkingsmonument                          | geallieerde militairen, burgerslachtoffers | Bé Thoden van Velzen |                  | beeld/sculptuur | Hengeloseweg, 7021 ZT                      | Zelhem      | 52° 1' 3" NB, 6° 20' 21" OL  | Herdenkingsmonument                          |
| 1974 | Vrouw met vlag                               | algemeen, burgerslachtoffers               | Willem Reijers       | 5 mei 1949       | beeld/sculptuur | Emmaplein                                  | Vorden      | 52° 6' 19" NB, 6° 19' 15" OL | Vrouw met vlag                               |
| 1975 | Gedenkteken voor Oorlogsslachtoffers         | burgerslachtoffers, vervolgden Nederland   | Peter Roovers        | 31 augustus 1951 | beeld/sculptuur | Raadhuisstraat 20, 7255 BN                 | Hengelo     | 52° 3' 10" NB, 6° 18' 30" OL | Gedenkteken voor Oorlogsslachtoffers         |
| 3119 | Monument voor de Canadese Queen's own Rifles | geallieerde militairen                     |                      | 2 mei 2000       | gedenksteen     | Rhabergseweg to 11                         | Rha         | 52° 3' 16" NB, 6° 8' 49" OL  | Monument voor de Canadese Queen's own Rifles |
| 3219 | Joods monument                               | vervolgden Nederland                       |                      | 1979             | gedenkmuur      | Synagogestraat, 7255 CG                    | Hengelo     | 52° 3' 10" NB, 6° 18' 40" OL | Joods monument                               |
| 3226 | Plaquette in het gemeentehuis                | Vervolgden Nederland                       |                      | 4 mei 1986       | plaquette       | Burgemeester Rijpstrastraat 5, 7021 CP     | Zelhem      | 52° 0' 23" NB, 6° 21' 6" OL  |                                              |
| 3868 | Monument voor werkkamp de Wittebrink         | Vervolgden Nederland                       | Albert Gilbert       | 10 oktober 2015  | Beeld/Sculptuur | Zelhemseweg 31                             | Hummelo     | 52° 0' 5" NB, 6° 16' 19" OL  |                                              |
|      | Stolpersteine                                | Vervolgden Nederland                       | Gunter Demnig        |                  | relief          | Zie Lijst van Stolpersteine in Bronckhorst |             |                              |                                              |

Aalten ·
Apeldoorn ·
Arnhem ·
Barneveld ·
Berg en Dal ·
Berkelland ·
Beuningen ·
Bronckhorst ·
Brummen ·
Buren ·
Culemborg ·
Doesburg ·
Doetinchem ·
Druten ·
Duiven ·
Ede ·
Elburg ·
Epe ·
Ermelo ·
Harderwijk ·
Hattem ·
Heerde ·
Heumen ·
Lingewaard ·
Lochem ·
Maasdriel ·
Montferland ·
Neder-Betuwe ·
Nijkerk ·
Nijmegen ·
Nunspeet ·
Oldebroek ·
Oost Gelre ·
Oude IJsselstreek ·
Overbetuwe ·
Putten ·
Renkum ·
Rheden ·
Rozendaal ·
Scherpenzeel ·
Tiel ·
Voorst ·
Wageningen ·
West Betuwe ·
West Maas en Waal ·
Westervoort ·
Wijchen ·
Winterswijk ·
Zaltbommel ·
Zevenaar ·
Zutphen